# Mikołaj Wilga
Mikołaj Wilga herbu Nałęcz – starosta ostrołęcki w latach 1565-1580.
Poseł na sejm koronacyjny 1574 roku z powiatu wiskiego.